# Метод високих тисків нагнітання
Метод високих тисків нагнітання (рос. метод высоких давлений нагнетания; англ. method of high discharge pressures, нім. Methode f der hohen Einpressdrücke) — гідродинамічний метод підвищення нафтовилучення із пластів під час заводнення, технологічна суть якого полягає у створенні високих тисків нагнітання води — між тиском розкривання та утворення тріщин у найслабкішому за механічною міцністю інтервалі пласта (нижньою межею його є гідростатичний тиск, що становить близько 0,4 від вертикального гірничого тиску) і тиском, який відповідає максимальній значині коефіцієнта охопленя пласта витісненням за товщиною, а перевищення його призводить до різкого збільшення тріщинуватості, утворення кількох великих тріщин (близький до вертикального гірничого тиску або трохи перевищує його).